# Димитар Азманов
Димитар Азманов (болг. Димитър Азманов; 26 серпня 1879, Стара Загора — 1973, Софія
) — болгарський офіцер (полковник) і військовий історик, начальник штабу 12-ї стрілецької дивізії під час Першої і Другої Балканської війни (1913).

## Біографія
Народився 26 серпня 1879 у Старій Загорі. 2 вересня 1894 вступив до військової школи в Софії, яку закінчив 19 вересня 1898 року і відразу був відправлений на службу в 6-й артилерійський полк. 1899 року отримав звання лейтенанта. 1906 року лейтенант 8-го артилерійського полку вступив на навчання до Миколаївської Академії Генерального Штабу в Санкт-Петербурзі, яку закінчив 1909 року. З 1911 року викладав у Софійській Військовій школі.

## Балканські війни (1912—1913)
Під час Балканської (1912—1913) та Другої Балканської війни (1913) був начальником штабу 12-ї стрілецької дивізії. Служив військовим аташе в Белграді.

## Перша світова війна (1915—1918)
Під час Першої світової війни (1915–1918) був начальником штабу 10-ї стрілецької дивізії, а потім командиром 12-го Балканського піхотного полку.

## Військові звання
- Лейтенант (1903)
- Капітан (15 серпня 1907)
- Майор (18 травня 1913)
- Підполковник (30 травня 1916)
- Полковник (30 травня 1918)

## Нагороди
- Орден «За хоробрість»
- Орден «Святий Олександр»
- Національна медаль «За бойові заслуги» IV ступеня з військовими почестями